# Saab Arena

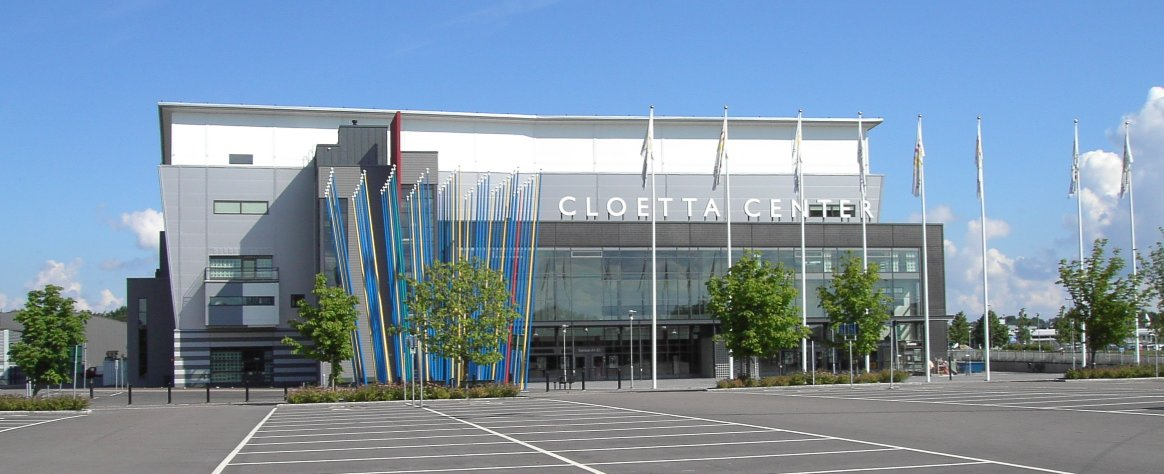
Cloetta Center em 2005.

Saab Arena (2004-2014: Cloetta Center) é um ginásio em Linköping, Suécia. Foi inaugurado em 2004 e suporta até 8.500 pessoas durante eventos esportivos e 11.500 durante shows.